# Park Narodowy Haleakalā
Park Narodowy Haleakalā (ang. Haleakalā National Park) – park narodowy w Stanach Zjednoczonych, na wyspie Maui w stanie Hawaje. Park zajmuje 134,62 km², z czego około 100 km² to obszar przyrody nienaruszonej przez człowieka.

## Historia
Pierwotnie Park Narodowy Haleakalā został stworzony jako część Parku Narodowego Wulkany Hawaiʻi wraz z wulkanami Mauna Loa i Kīlauea na wyspie Hawaiʻi w 1916, jako odrębny park narodowy zaistniał w 1961. W 1980 roku oba parki zostały zakwalifikowane jako rezerwat biosfery Hawaii Islands. Nazwa Haleakalā pochodzi od hawajskiego słowa oznaczającego „dom Słońca”. Według lokalnej legendy heros Maui uwięził tu Słońce, aby wydłużyć dzień.
Charakterystycznym miejscem parku jest drzemiący wulkan Haleakalā, który ostatni raz wybuchł w 1790 roku. Park jest podzielony na dwie sekcje – region wulkanu i Kīpahulu.
Obie części parku odwiedza ponad milion turystów rocznie.

## Krater Haleakalā

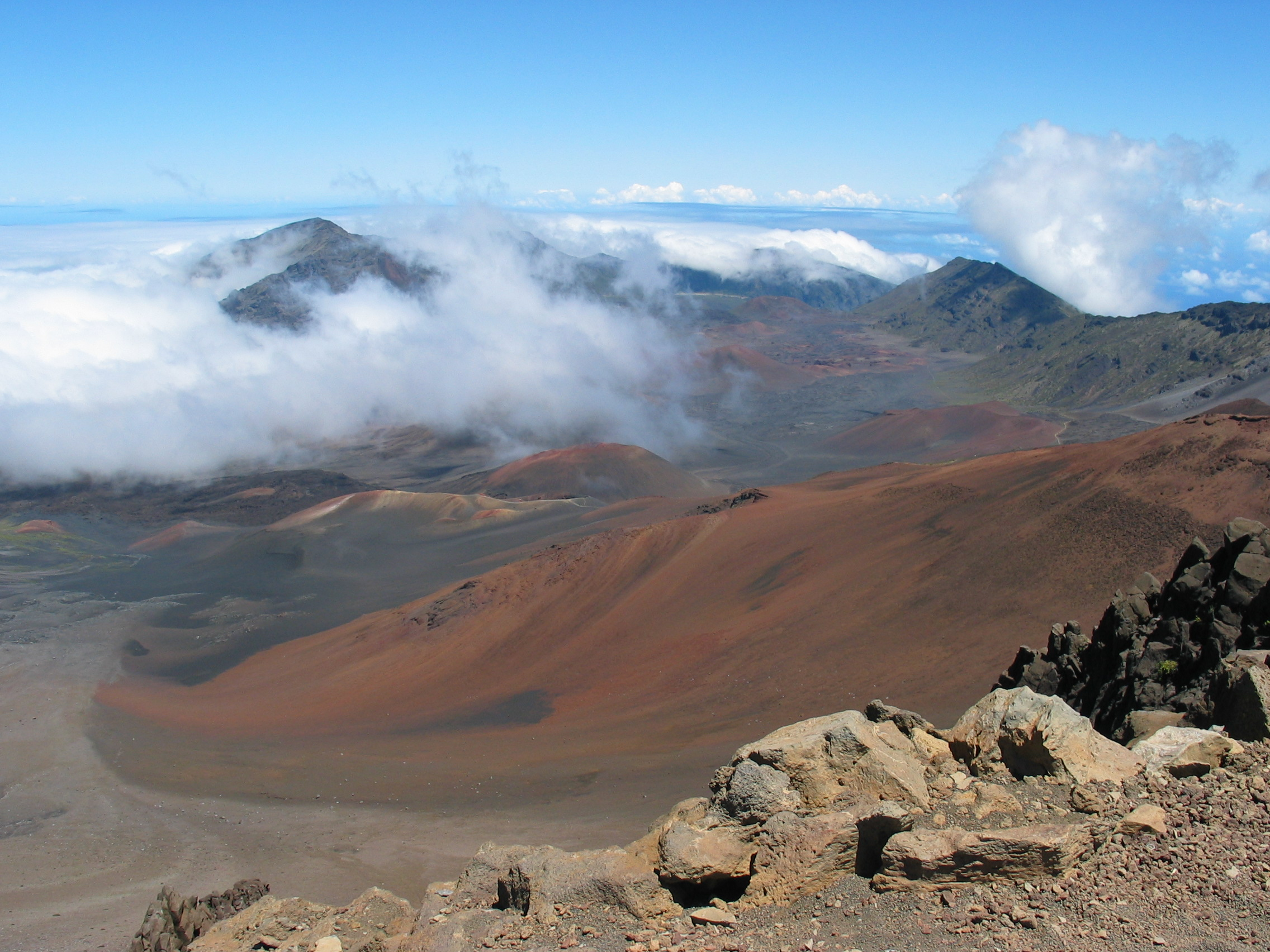
Krater Haleakalā

Jedną z głównych części parku jest okolica krateru wulkanu Haleakalā.
Większą część tej części parku zajmuje krater Haleakalā, szeroki na 11,25 km, długi na 3,2 km i głęboki na około 800 metrów. Wnętrze krateru jest usiane przez wiele tworów wulkanicznych, np. wielkie stożki z popiołu.
Jednymi z atrakcji tego terenu są widowiskowe wschody i zachody słońca widoczne z krateru. Inną atrakcją jest Lasek Hosmer, unikatowy las egzotycznych drzew np. cedrów himalajskich z Himalajów, Cryptomeria japonica z Japonii, eukaliptusów z Australii i kilku gatunków z Ameryki Północnej (sosny, świerki, cyprysowate, jodły).
Park znany jest także jako bardzo dobre miejsce do obserwacji nieba, przyciągając wielu astronomów amatorów.

## Kīpahulu

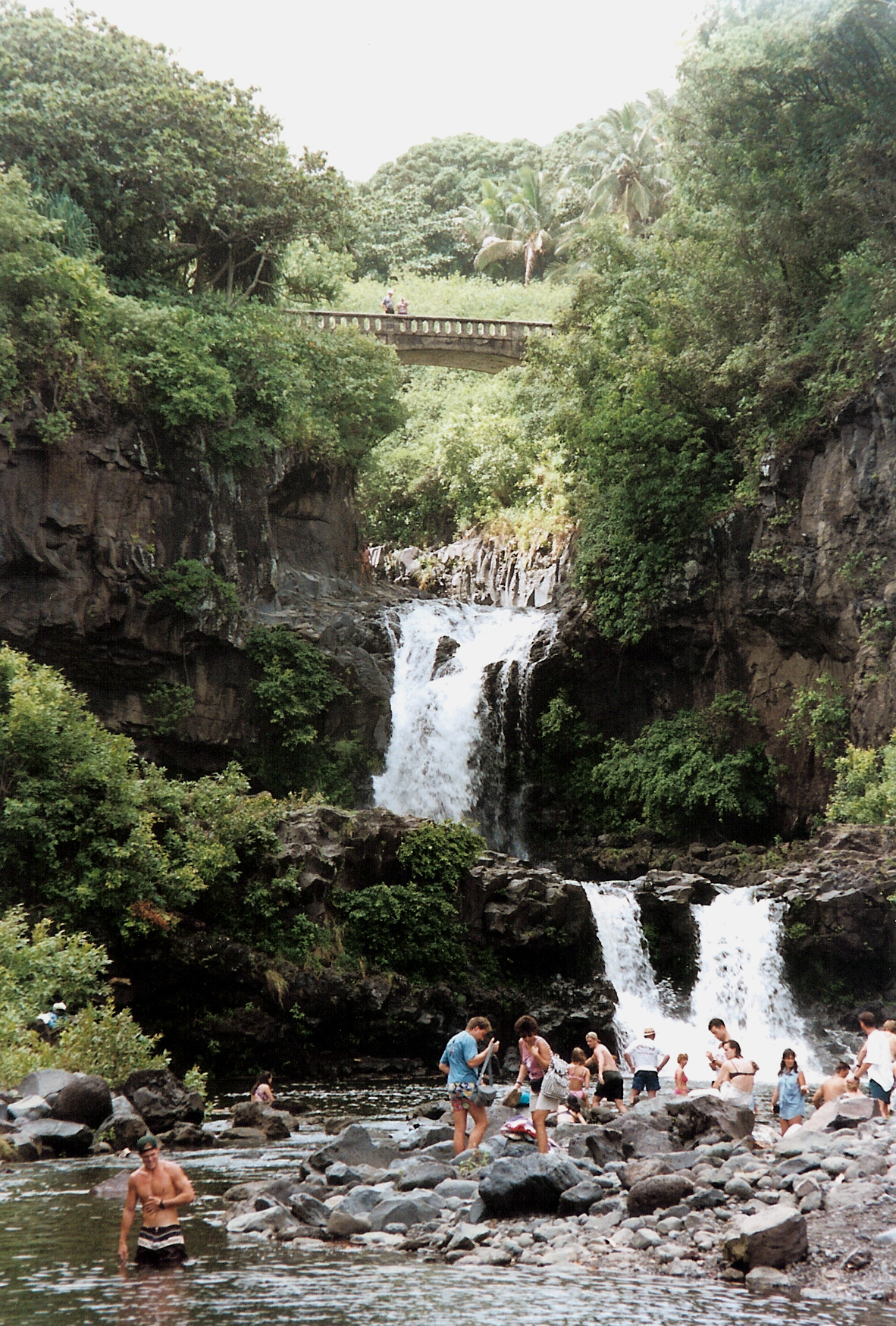
kąpieliska w Kīpahulu

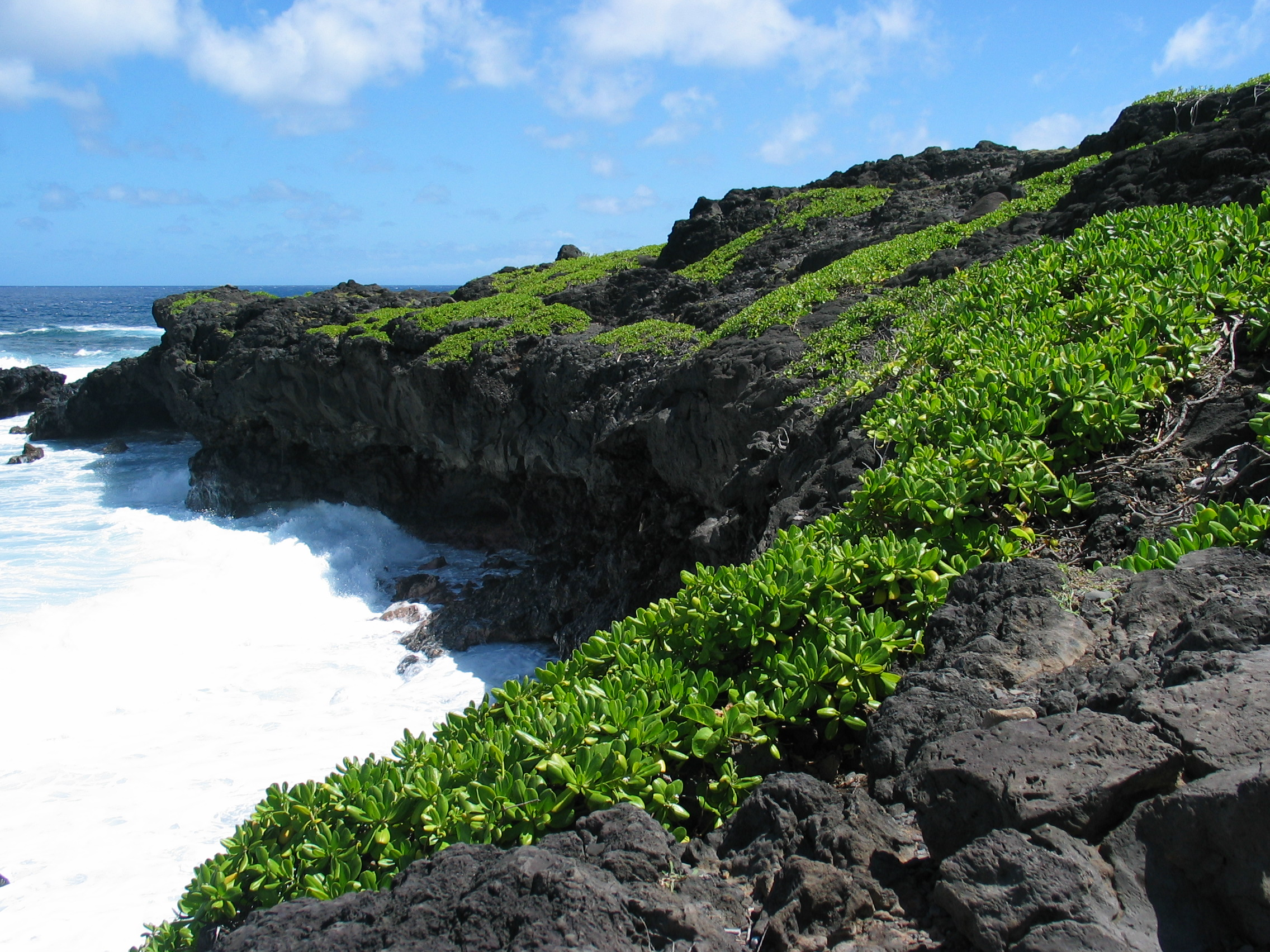
wybrzeże regionu Kīpahulu

Drugą częścią parku jest Kīpahulu. Turyści nie mogą jej zwiedzać bezpośrednio, ponieważ jest to obszar ściśle chroniony; mogą poruszać się jedynie krętą, nadmorską drogą prowadzącą wzdłuż nawietrznej części wybrzeża wyspy. Ta część parku leży wewnątrz niższej części doliny Kīpahulu, oddzielona od części kraterowej przez wyższą część doliny.
Kīpahulu posiada ponad dwa tuziny naturalnych kąpielisk wzdłuż strumienia Palikea w kanionie zwanym ʻOheʻo. Turyści mogą pływać w tych kąpieliskach lub wybrać się na pieszą wędrówkę do wodospadów Waimoku.